# F.C. Buibere
Futebol Clube Buibere é uma equipa de Timor-Leste. Disputa atualmente a primeira divisão do Campeonato Timorense de Futebol Feminino, tendo sido campeã da temporada 2020.
A equipa foi formada em 13 de novembro de 2019 e disputou a liga timorense pela primeira vez no ano seguinte, sagrando-se campeã ao derrotar os principais times do país, como SL Benfica e Académica.

## Campeonatos
- Liga Feto Timor de 2020 - 1º colocado